# Gardi Hutter
Pour les articles homonymes, voir Hutter.
Gardi Hutter, née à Altstätten (Saint-Gall), le 5 mars 1953, est une clown et une humoriste suisse.

## Biographie
Gardi Hutter est née et a grandi à Altstätten en Suisse. Elle est diplômée de l’Académie d‘art dramatique à Zurich (actuelle ZHdK – Université des Arts) en 1977. En collaboration avec Ferruccio Cainero (de), Mario Gonzales, Nani Colombaioni et le CRT – Centro di ricerca per il teatro, Milano – elle a créé en Italie son propre personnage de clown, et son propre univers imaginaire.
Depuis 1981 elle a produit neuf spectacles et parcourt les théâtres du monde entier, avec jusqu’à aujourd’hui 3800 représentations dans 35 pays.
Elle s'est vu attribuer dix-neuf prix culturels en Suisse et à l’étranger. Et elle a même eu l’honneur de jouer le « bouffon de la cour » au Parlement suisse à Berne, lors de la célébration des 700 ans de la Confédération en 1991. Elle a aussi fait une saison au Cirque National Suisse Knie en 2000.

## Programmes

### Créations comiques solo
- « Jeanne d’ArPpo » de Cainero + Hutter. Mise en scène : Ferruccio Cainero, 1981.
- « Souris, souris! » de Cainero + Hutter + Mark Wetter. Mise en scène : F. Cainero, 1988.
- « La souffleuse » de et avec Gardi Hutter. Direction : Fritzi Bisenz + Ueli Bichsel, 2003.
- « La couturière » de Hutter + Vogel. Direction : Michael Vogel, 2010.

### Créations comiques compagnie
- « Abra Catastrofe » de et avec Hutter + Minnie Marx. Mise en scène : Ferruccio Cainero, 1984.
- « Se cherche secrétaire » de Cainero + Hutter + Barbara Frey[Laquelle ?]. Avec Hutter + Eric Rohner. Mise en scène : Ferruccio Cainero, 1994.
- « Morts de rire » de et avec Hutter + Ueli Bichsel, 1998.
- « Gaia Gaudi » de et avec Hutter + Neda Cainero + Beatriz Navarro + Juri Cainero. Mise en scène : Michael Vogel, 2018.

### Cirque
- « Hanna + Knill » chez le Cirque National Suisse Knie, 6 drôle de spectacles de et avec Hutter + Ueli Bichsel + Neda + Maite, 2000.

### Théâtre musicale
- « 3 épouses pour un Hallelujah », musical de et avec Hutter + Sandra Studer + Sue Mathys. Mise en scène : Dominik Flaschka 2004.
- « Honkystonky by Huttystucky », musical pour enfants de et avec Hutter + Erika Stucky + Shirley Hoffmann. Mise en scène : Ueli Bichsel, 2006.
- « Wanderful – There’s no Piz, like Show Piz », musical de et avec Hutter + Sandra Studer + Michael von der Heide. Direction : Dominik Flaschka, 2014.

### Specials
- Bouffonne de la cour dans la Salle du Conseil National, « Femme de Suisse » à l'occasion des « Festivités du 700° de la Suisse », 1991.
- Actrice au Théâtre de la ville de Zurich « Romulus le Grand » (Rhéa) - Durrenmatt, 1997/98.
- Bouffonne et co-auteur chez « Spectacle Célébration 700 ans Altstätten », 1998.

## Film
- 1989 « Fata Morgana », Production Cinégroupe, Direction M. Schillig
- 1993 « Hanna & Rocky », Script Hutter/Kuert, Production al Castello, Direction Beat Kuert
- 2006 « Alles bleibt anders », Direction Güzin Kar
- 2012 « Gardi – l'infinitude du jeu », documentaire de Kuno Bont, Production Tukan Film

## Livres
Livres d'enfant (illustré par Cathrine Louis ; traduit en allemand, italien, hollandais, coréen, chinois) :
- Mamma mia! Ma mère est une sorcière. Nord Sud, Zurich 1998.
- Mamma mia! Qu'est-ce qu'on a pleuré. Nord Sud, Zurich 1999.
- Mamma mia! Ne t'en va pas! Nord Sud, Zurich 2001.

## Prix internationaux
- 1987 « Prix de la Presse » Cannes (F)
- 1987 Knurrhahn Wilhelmshaven (D)
- 1988 Prix Blanc et Noir St. Gervais (F)
- 1989 Kleinkunstigel Buxtehude (D)
- 1990 L'anneau Hans Reinhart (CH)
- 1991 « Oberschwäbischer Kleinkunstpreis » Ravensburg (D)
- 1996 « Prix d'art de St. Gall » (CH)
- 2001 « Narrenkappe » de Frauenfeld (CH)
- 2005 « Prix du Théâtre Suisse » (CH)
- 2007 « Lolipop » Children's Swiss Music Award, Prix du Jury (CH)
- 2007 « Overall Excellence Award », Outstanding Actor, Fringe NYC, New York (USA)
- 2007 « Premio Fipa al millor espectacle », Festival Internacional de Pallasses d'Andorra (AD)
- 2013 « Prix d'honneur ARTISTIKA », Artistikfestival Visp, 2013 (CH)
- 2013 « La Stella de l’Arlecchino errante », Festival de l’Arlecchino errante, Pordenone (I)
- 2014 « Prix Walo » pour la production « Wanderful » (CH)
- 2015 Membre de Academy of Fools, Dir: Slava Polunin, Moscow (RU)
- 2017 « Premio Publico » Festival internacional de payasos, Gran Canaria (E)
- 2019 « Honorary Companion ZHdK », prix d'honneur de l'Université des Beaux Arts, Zurich (CH)
- 2020 « Goldiga Törgga », Rheintaler Kulturpreis (CH)
- 2022 : Großer Valentin-Karlstadt-Preis der Landeshauptstadt München (D)